# Los niños perdidos
Los niños perdidos es una obra teatral escrita por Laila Ripoll que trata de la historia de uno niños en un orfanato de la época franquista. Debutó en 2005 al teatro María Guerrero de Madrid y fue dirigida por la misma Laila Ripoll

## Historia
La obra se abre con Lázaro que mea de ventana, poco después llega Marqués. Los dos oyen unos ruidos fuera de la puerta y se esconden en el armario para que la monja que entra no le vea. Ella lleva la comida y se enfada, porque los niños no salen en su presencia, entonces se marcha. Después que ella se va, Lázaro y Marqués comen lo que ha dejado. La mujer regresa con leche y se duerme en una silla. Cuca sale del mueble para ver si es leche y, regresando, golpea plato de pan mojado que cae y despierta la monja que, enfadada por la comida caída, los amenaza diciendo que no le va a dar que beber y comer, mientras sale de la buhardilla. Los niños dejan de esconderse, Marqués le amenaza de lanzarle por la ventana, después los tres pelean para decidir quién debería comer. Se oyen pasos fuera de la puerta y Cuca huye en el armario, mientras Lázaro y Marqués dividen comida y después juegan a “matar el hambre”, Cuca come lo que ha caído. Regresa la monja que los busca, ofende a los niños con palabras como “piojos” o “judíos” y a sus padres; bendice la pérdida de sus ojos porque le ha permitido usar los del alma, a sus padres y madres, que son Dios y Franco, María y Pilar Primo de Rivera, como que sus naturales murieron fusilados, entonces ella tomó vestido. Se oye un ruido de pasos y de respiración que espanta la monja, haciendo esconder ella también en el armario.
Cuando sale, se quita traje y revela ser Tuso, o sea, el cuarto niño y el único que puede salir de la buhardilla. Los cuatro juegan entre ellos, pero Lázaro y Marqués molestan a Cuca, entonces Tuso le defiende y empieza a cantar una canción de religiosa para tranquilizarle, en cambio, los otros cantan una canción Franquista, que irrita a sus amigos de tal manera que Tuso se esconde en el armario. Sale para ver el espectáculo de muñecos de Lázaro que educa los niños al franquismo. Después, para hacer divertir sus amigos, los insulta, pero Cuca y Tuso rompen las muñecas y el teatrito provocando el llanto del propietario.
Se oyen ruidos de bombardeos con aviones y voces que describen horrores guerras. Cuca está tan asustado que quiere irse, Tuso también, pero decide quedarse en cambio de libertad en el juego. Tuso explica que odia las canciones franquistas porque le lanzaron del puente al río mientras las cantaban. Los cuatro se ponen a jugar al tren y Cuca describe la situación de los niños cargados en los trenes: algunos mueren, otros se quedan huérfanos. Él también explica que se mea cuando piensa en su mamá.
Un momento de caos entre niños es interrumpido por unos golpes a la puerta que asustan los niños. Ellos afirman que habría que matarle, pero Lázaro dice que está muerta y por eso no puede entrar. Tuso, entonces, decide de montar guardia con la escopeta, también Marqués habla de su madre y prometiendo que va a regresar. También Lázaro lo hace, contando que se lo llevaron los falangistas y él se quedó con su hermana antes de ser enviado al orfanato. Cuca sale del armario vestido de obispo y deciden jugar de procesión, pero regresa el ruido. Entonces, Tuso mira y se queda aterrorizado, él describe “la mala” diciendo que se ríe, pero no tiene dientes, no huele, le sale sangre de su nariz torcida, tiene una maroma en el ojo blanco y su cara es amarilla. En este momento Tuso empieza a contar lo que la monja del orfanato (“la mala”) hacía: ella maltrataba y pegaba a los niños, incluso tiró Cuca de la ventana y pegó Lázaro y Marqués porque intentaron defenderle. Entonces Tuso decidió empujarla debajo de la escalera y ella se murió.  Se oyen voces lejanas que describen esta escena de tres niños muertos: Cuca, por la caída, Lázaro y Marqués, por las heridas sufridas y retraso de intervención. Cuando se enteraron nadie denunció porque eran como hijos de nadie. En fin, se entiende que los tres niños de verdad han muerto y sólo viven en la mente de Tuso que se acusa de haberlos ayudados suficientemente. La proyección de Lázaro pide que el abra la puerta porque son fantasía. Tuso no quiere que se vayan, pero entiende que es justo que los deje ir. La obra se concluye con los tres niños que saludan a su amigo una última vez.

## Temas de la obra
Los niños perdidos, pieza teatral escrita por Laila Ripoll, sale en 2005, exactamente 30 años después de la muerte de Francisco Franco, un evento determinante porque marca el final de la dictadura en España, y se coloca en el centro de la Trilogía de la Memoria, una serie de tres textos teatrales de Laila Ripoll.
La autora no ha sido directamente implicada en los hechos que trata en sus obras, pero estas historias le han llegado tras el recuerdo que sus abuelos tenían del oscuro pasado de España. Laila Ripoll precisa tratar estos temas en sus piezas porque quiere normalizarlos, de manera que la gente pueda hablar libremente de lo que ha sucedido a lo largo de la dictadura: aun ahora, las víctimas del Franquismo sufren una injusticia, que la población tiene que denunciar, para que un día se pueda llegar a una solución. Como sucede en todas las obras de la Trilogía de la Memoria, también en el caso de Los niños perdidos, el núcleo temático está representado por la memoria histórica, aquí representado desde un punto de vista innovador: la mirada de los niños. Laila Ripoll no nos muestra solamente las fealdades y las crueldades de la dictadura, sino que en esta pieza se ven claramente los efectos del lavado de cerebro que sufrieron los niños del franquismo, los más inocentes en aquella situación.

## Contexto Histórico
La ambientación de la pieza es una institución franquista, o sea uno de los muchos Hogares de la Obra Nacional de Auxilio Social, lugares en que se reeducaban los hijos de las víctimas del régimen. Muy a menudo estos Hogares eran gestionados por órdenes monacales católicos: de hecho, hay algunos representantes de la Iglesia entre los personajes de la obra, como la Sor y la Madre Superiora. Laila Ripoll quiere llamar a la atención de los espectadores y lectores de la obra hacia la responsabilidad que tuvo la Iglesia Católica en los años de la dictadura: hay muchos casos de abusos físicos y mentales que se han perpetrado en casi todas las estructuras eclesiásticas y, en Los niños perdidos, la Sor representa el terrorismo psicológico actuado contra los niños.
Además de la brutalidad de que se manchaban las instituciones eclesiásticas, la Sor representa también la voz ideológica del régimen franquista. Entre la Guerra Civil y los años sucesivos fue muy importante para el Gobierno y el Ejército la búsqueda de un fundamento científico que pudiera justificar los malos hechos de las tropas nacionales: fue necesario comprobar la inferioridad mental y la maldad de los disidentes del régimen. Para alcanzar esto, Franco y el Gobierno en las teorías del Antonio Vallejo Nájera, psiquiatra militar y director de los Servicios Psiquiátricos del Ejército Franquista. Él se formó en Alemania y tuvo la posibilidad de estudiar las teorías racistas del los Nacionalsocialistas. Vallejo recogerá sus ideas en un volumen llamado Eugenesia de la Hispanidad y regeneración de la raza. Según Vallejo, la raza hispánica necesitaba ser protegida con su masculinidad, su nacionalismo y su fe católica contra la contaminación llevada por la raza “roja”, constituida por personas que eran afectada por patologías mentales por causa de sus tendencias marxistas, comunistas y democráticas. Todo esto se denota a través de las palabras que Laila Ripoll hace salir de la boca de la Sor en largos monólogos que mezclan moral católica con el elogio a la dictadura de Franco.

## Recursos de la autora
No se puede hablar de Los niños perdidos sin mencionar los recursos en que se inspiró la autora. Laila Ripoll utilizó documentos históricos y textos de la época en la que ambienta su obra. Uno de los recursos fundamentales para Laila Ripoll es la serie de cómics de Carlos Giménez Paracuellos. Entre los dibujos, Giménez nos presenta los detalles autobiográficos de aquellos años trágicos que él, como muchos otros niños, pasó en un Hogar de la Obra Nacional de Auxilio Social. Entre los recursos hay también el testimonio de la madre de Mariano Llorente, que vivió unos años en un orfanato franquista.
Un papel muy importante para la escritura de esta obra lo tiene el documentario Els nens perduts del franquisme: este documentario es el resultado de los estudios de los periodistas Montse Armengou y Belis Ricard, con la colaboración del historiador Ricard Vinyes, sobre las condiciones de vida de los huérfanos reclusos en los Hogares.